# منیایلوو
منیایلوو (انگلیسی: Menyaylovo) یک شهرک در بخش آلکسیفسکی استان بلگورود کشور روسیه است.